# タクティクスオウガの登場人物
タクティクスオウガの登場人物（タクティクスオウガのとうじょうじんぶつ）では、『タクティクスオウガ』に登場する架空の人物およびクラスについて記述・解説する。
特記が無い限りはオリジナル版であるスーパーファミコン版について述べる。
担当声優は、セガサターン版 / 『リボーン』の順に記載。一人しか記載がない場合は『リボーン』での配役。

## 登場人物

### メインキャラクター
デニム・パウエル
声 - 佐々木望 / 前野智昭
主人公（ファーストネーム「デニム」は変更可能）。ウォルスタ人。カチュア、ヴァイスと共にゲリラ活動を行っている。
アルモリカ城に幽閉されているロンウェー公爵の救出の功により「ゴリアテの若き英雄」とウォルスタ陣営から担ぎ上げられ、ヴァレリアを巡る様々な勢力と関わっていくことになる。
自らをウォルスタ人であると思って生きてきたが、ストーリー後半でバクラム人であることが判明する。本名はデニム・モウン。父プランシー・モウンがブランタ・モウンの弟のため、バクラムの最高実力者ブランタの甥にあたる。
プレイヤーの分身である主人公たるゆえか、その性格や思想信条は必ずしも明確ではない。ゲーム序盤の会話からは、温厚で博愛主義ではあるが、どちらかといえば好戦的、また権威のある相手には従順な性格が窺える。はじめはウォルスタの、やがてヴァレリアの未来のためと信じて前線で戦い続けて実績を重ね、指導者に相応しい器量と人望を備えていくようになるが、同時に周囲との溝を生み、敵を増やしていくことにもなる。
オリジナル版では初期年齢が16歳であったが、PSP版では18歳に上がっている。また人物設定としても、かなりの具体性を持った設定が施された。（他の登場人物にも共通して言えることであるが、概してシンプルな人物設定になっており）理想主義で前向き、勇猛果敢な主人公らしい青年像がみてとれる。ただし、PSP版にも、登場人物らが旧作とまったく同じセリフなどのやりとりをする、「旧作のコピー」といえるイベントが多く挿入されており、かかる場面では当然ながら旧作同様の人物設定がうかがえる。以下、このようなオリジナル版から持ち越された人物設定と、PSP版の新たな設定との差異は他の登場人物に共通する。
カチュア・パウエル
声 - 冬馬由美 / Lynn
デニムの姉。ウォルスタ人。弟デニムを溺愛しており、ゲリラ活動に参加している理由も自らの信念からというより、デニムと一緒にいたいがための選択であるといえる。弟を失うことをなによりも憂慮しており、常に戦いから身を引いてほしいと願っている。
そのため、好戦的な性格が大半を占める本作の登場人物たちとは考え方が合わないことが多い。意見の沿わぬ相手を口汚く罵るシーンなどもあり、傲慢で自己中心的な人物という印象を持たれやすい。実際には1人のときに「もう誰にも死んでほしくない」とつぶやく通り、争い事そのものを嫌悪しているだけというのが実情。新たな争いを引き起こそうとする人物や弟を戦いの場に誘おうとする相手に対して手厳しい意見を言っているだけである。民族同士の憎悪感情やイデオロギー闘争からも距離を置いている。後述の素性を明かされてからは、積極的に前線に出ず自分の手を汚さずにいたことがかえって、君主としての正当性、神聖性を意図せずに補強することになる。ヴァイスとは違う意味でデニムと対照的なキャラクター。
後に暗黒騎士ランスロットの手によって、覇王ドルガルアの血を受け継ぐヴァレリアの正統後継者、ベルサリア・オヴェリス王女であることとバクラム人であることが明かされる。「カチュア」は、幼くして亡くなったプランシーの実の娘からとった名前である。選択肢などによっては死亡し、ヴァレリアの正当後継者の血統が完全に絶えることになる。
オリジナル版では初期年齢が18歳であったが、PSP版では19歳に上がっている。新設定としては、傲慢とわがままなキャラ付けが強調されている一方、気丈な振る舞いをする逞しい女性像も窺え、オリジナル版の弟を「溺愛」している様子などの影のある少女像は大きく修正されている。
ヴァイス・ボゼッグ
声 - 関俊彦 / 杉山紀彰
デニムの親友。ウォルスタ人。ウォルスタ人が長く虐げられてきたことに対して極めて強い反感を持っている。
ゲリラ活動に積極的であり、戦いをよしとしないカチュアの態度に苛立ちを見せることが多いが、死亡時のコメント等からも実は彼女に少なからず気があることが見て取れる。
ある行動の是非を巡ってデニムと対立、袂を分かつこととなる。デニムの選ぶ道筋次第で、彼の辿る結末は全く違った物となるが、Lルートでのみ再び行動を共にするようになる。
父親が社会的地位のある人物であるとはいえず（本人曰く「最低な飲んだくれ」。だが、Lルートでは父親を慕っていたともとれる言動をしている）、自身も決して礼儀正しく謙虚な性格とはいえない。そのため、周囲から差別的な扱いを受けることもあり、正反対の境遇に立つデニムに少なからず嫉妬を覚えている節がある。デニムと袂を分かつ理由としても、思想信条の対立はもとより、彼自身のコンプレックスも動機となっていると思われる。
とはいえ、活動家としての能力は非常に優れており、シナリオの選択次第ではヴァレリア島の情勢を左右するほどの行動力を見せる。Lルートでは大胆な作戦を提案し、危険な囮役を自ら買って出るなど、参謀や副官としても有能な一面を見せる。
オリジナル版では初期年齢が16歳であったが、PSP版では18歳に上がっている。新設定としては上記のような差別を連想させる人物像ないし、表現は改められており純粋に自らの理想のために行動する青年像が見て取れる。また、やや屈折したセリフなども影をひそめ、どちらかといえば自由奔放な性格となっている。メイン3人の中では唯一、純粋なウォルスタ人。

### ゼノビア人
前作『伝説のオウガバトル』の主な舞台であり、新生ゼノビア王国の一部の人間がヴァレリアにやってくるところから物語は始まる。なお、ゼノビア王国自体は物語にはほとんど関わらず、島国の争いにも関与しない。
ランスロット・ハミルトン（聖騎士ランスロット）
声 - 子安武人 / 阪口周平
元新生ゼノビア王国聖騎士団団長、「パラディン」。シャロームの都市バルナ出身のゼノビア人。かつてハイランドの支配から大陸を救った英雄の一人。国家の権威に関わるとある不祥事を起こしてしまったため、カノープスらと共にゼノビアを追放され、ヴァレリア島にやって来た。亡くなった妻の形見のオルゴールを肌身離さず持っており、デニムに生きるために戦うことの意義を教える。
古都ライムに駐留中、バクラム軍の襲撃に巻き込まれる。その最中に部隊を指揮していたバルバスと遭遇し対戦するも捕らえられ、ハイム城の地下牢に連行、監禁される。監禁時に、国王トリスタンの思惑を聞き出そうとしたブランタの指示によって使用された「大陸の秘薬」と呼ばれる強力な自白剤のために心身を著しく侵される。その後、ゲリラによって救出され、海の見えるハイムの教会で発見された彼は「大陸の秘薬」の後遺症からか、もはや妻の形見のオルゴールにわずかな反応を示す程度がやっとというほどの廃人となっていた。
その際、ランスロットを献身的に看護していたクレア・ハルモラーアという少女から、新生ゼノビア王国騎士団団長の証でもある彼の剣「ロンバルディア」を譲り受ける。
カノープス・ウォルフ（風使いカノープス）
声 - 井上和彦 / 中村悠一
元新生ゼノビア王国魔獣軍団団長。シャロームの都市ペシャワール出身のゼノビア人。バルタンと呼ばれる古代有翼人の末裔で、人間の3倍も長生きをすると言われているため、実年齢こそ48歳（登場時）だが、外見は10代の青年そのものである。バーニシア城でのバルバスとの戦闘シーンにおいて、ランスロットは舎弟だと公言する。デネブからは「カノぷ〜」と呼ばれ、よくからかわれている。「トリ」と呼ばれるのを何よりも嫌う。ゼノビア人で唯一、ゲーム開始直後から解放軍に加わる。また、ゲーム開始時の女神たちからの質問への回答内容により他のゼノビア人はエレメントが変化するが、カノープスは風使いということもあり風のエレメントから変化することはない。
ウォーレン・ムーン（占星術師ウォーレン）
声 - 堀内賢雄 / 土師孝也
元新生ゼノビア王国魔法団団長、「ロードマンサー」。出身地不明のゼノビア人。ランスロットたちに連座しヴァレリア島にやって来た占星術師。ヴァレリア島の紛争に関する出来事や噂話、登場人物を事細かに分類し要約した「ウォーレン・レポート」を作成している。
古都ライムに駐留中、バクラム軍の侵攻作戦に巻き込まれ捕虜となる。その後、ミルディン、ギルダス（Nルートではミルディンのみ）と共に脱出し、アルモリカ城下町にてデニム、カノープスらと再会を果たす。当初は意識不明の重体であったが、後に意識を取り戻し、ヴァレリア島来訪の真意をデニムに語る。なお、この時点でデネブが仲間となっている場合、デネブが見舞いに来るシーンを見ることができる。
物語最終局面において、憎悪に歪んだ覇王ドルガルアの思念体を退けたデニム一行だったが、覇王ドルガルアの消滅と共にカオスゲートが崩壊を始めた。今まさに魔界の渦がデニムたちを飲み込もうとした時に重症で動けないはずのウォーレンが現れ、残りわずかの魔力を振り絞ってデニムたちをテレポートで救出するが、精根尽き果てた自らはそれに巻き込まれ行方不明となる。
なお、彼らがヴァレリア島を来訪した真意とは、暗黒騎士団によって盗まれた王国の聖剣「ブリュンヒルド」を奪還、回収するという聖王トリスタンの命を受けてのことであり、他国列強にその真意を悟られないように敢えて「追放者」の汚名を着て臨んだものであった。
ミルディン・ウォルホーン（騎士ミルディン）
声 - 相沢正輝 / 中川慶一
元新生ゼノビア王国聖騎士団所属、「パラディン」に次ぐ聖騎士位「ホワイトナイト」。ダルムードの都市コンシュ出身のゼノビア人。団長に従い、共にゼノビアから追放される。物静かというにはあまりにも無口すぎる優男。バーニシア城でのバルバスとの掛け合いから、毒舌だと判明する。
古都ライムに駐留中、バクラム軍の侵攻作戦に巻き込まれ、捕虜となる。その後、ウォーレン、ギルダス（Nルートではウォーレンのみ）と共に脱出し、アルモリカ城下町にてデニム、カノープスらと再会を果たす。
ギルダス・W・バーン（騎士ギルダス）
声 - 那波一寿 / 赤坂柾之
元新生ゼノビア王国聖騎士団所属、「パラディン」に次ぐ聖騎士位「ホワイトナイト」。ハイランドの上都ザナドュ出身のゼノビア人。団長に従い、共にゼノビアから追放される。酒と女をこよなく愛する騎士らしくない人物だが、情に厚く頼りがいのある好漢。カノープスとはケンカ友達で、事あるごとに言い争いをしている。
古都ライムに駐留中、バクラム軍の侵攻作戦に巻き込まれる。Cルートではその際に部隊を指揮していたマルティムと対峙するも敗北してしまう。C・Lルートでは捕虜となった後、ウォーレン、ミルディンと共に脱出し、アルモリカ城下町にてデニム、カノープスらと再会を果たすが、Nルートではその際に死亡し、遺体はニバスの実験体として利用されてデスナイトとして復活を遂げる（全てのルートで、2章終了時にニバスが倒れているギルダスに近寄るシーンがある）が、魂の再生には失敗したために生前の自我は消え失せており、もはや破壊と殺戮をもたらすだけのリビングデッドでしかなかった。加えて皮肉にも、その牙はデニム達に向けられニバス自身の実験の成果を試す絶好の機会とされてしまう。彼を撃破すると一時的に自我を取り戻し、自分がすでに死んでいたことを悟り、デニムの身を案じながら消滅する。
デネブ・ローブ（魔女デネブ）
声 - 金月真美 / 平野文
カボチャが大好きな元新生ゼノビア王国魔法団所属の美しい魔女。出身地不明のゼノビア人。新たな魔導研究に必要な資金を集めるため、今回はヴァレリア島の各地でショップの店先を借りて商いをしている。また、特殊クラスのパンプキンヘッドはここでしか雇うことが出来ない。ランスロットらとは旧知の仲で、カノープスのことを「カノぷ〜」と呼んでいる所にも、彼女の性格が表れている。見かけはうら若い美女だが、転生の秘術（？）を使って若さを保っているため実年齢は不明である。本人は否定するが、ウォーレンの見舞いイベントや死亡時のセリフが秘術の実在をほのめかしている。現在までのサーガ正史および外伝での唯一の皆勤賞である。
デネブのお店
第四章以降、ウォーレン・レポート内にある「デネブのお店」という項目を読むと特定の拠点と日付を条件に、魔女デネブのお店が出現する（デネブの気まぐれな移動販売のためか、日付が変わると出没する拠点も変化する）。この施設は通常のショップと品揃えが少々異なり、通常の品揃えに加えて各種オーブや、キュアエキス等の高級消耗品系のアイテムを購入できる。また、ここでは「ガラスのカボチャ」を売却することで、その売却数に応じたパンプキンヘッドの雇用も可能となっている。
なお、この施設でアイテムを累計255個以上購入するとメニューに「仲間に加える」（ヘルプによると「愛の奴隷になりたい貴方に捧げるスペシャルコマンド」とのこと）という項が現れ、これを選択後に承諾するとデネブをユニオンに加えることができる。（断ると、購入アイテム累計がリセットされ、再度255個以上アイテムを購入しなければ同コマンドが出ない）
その際、購入アイテム255個に加え、パンプキンヘッドを10体以上雇用しているとレベルや、所持品、魔法がグレードアップした強化版デネブを仲間にできる。

フィクス・トリシュトラム・ゼノビア（聖王トリスタン）
声 - 立木文彦 / 森川智之
新生ゼノビア王国国王。かつてハミルトンらと共に反乱軍に参加し、ゼテギネア大陸を支配していた神聖ゼテギネア帝国を倒し新生ゼノビア王国を建国した立役者の1人。革命終了後に国王に即位し、厚い人望と優れた政治力により民衆からの支持を集める。後にネオジオポケットで発売された『伝説のオウガバトル外伝 ゼノビアの皇子』の主人公である。
ギルバルド・オブライエン（天空のギルバルド）
声 - 土田大
新生ゼノビア王国魔獣軍団団長。カノープスの無二の親友で、前作のエンディングにおいてカノープスとの再会が示唆されていたため、「ヴァレリア島に来ているらしい」ことだけは発売前から知られていた。彼の登場する通称「ギルバルド・エンディング」に行くためには隠しパラメータの調整が必要で、通常のプレイで到達することはまずありえない。後に『オウガバトル64』にも登場していることから、現在までのサーガ正史皆勤賞であるといえる。

### ウォルスタ人
主人公デニム達が育った島の南部に主な勢力圏を持つ少数民族。かつてはロデリック王がドルガルア王と島の覇権を争っていた程だったが、物語開始時点では指導者のロンウェー公爵がガルガスタン王国に囚われているなど、敗北寸前の状況であった。ロンウェー公爵救出後は有志が「ウォルスタ解放軍」を組織、ガルガスタンの支配体制から脱出を図るようになる。
ジュダ・ロンウェー（ロンウェー公爵）
声 - 有本欽隆 / てらそままさき
元アルモリカ城城主であり、少数民族であるウォルスタ人の指導者としての立場を担う。ウォルスタ人を率いて武装蜂起しガルガスタンに抵抗するも、物量の差を前に半年で敗北、同城内に捕虜として幽閉される。その後、デニム達によって救出され、解放軍を組織していくこととなる。そのカリスマ性から「ウォルスタの虎」の異名を持つが、同胞を殺して罪を敵になすりつける「バルマムッサの虐殺」を発案するあたりから正当性にかげりが見え始める。LおよびCルートでは利己主義者的な面が描写されており、おおよそ指導者としての器量には疑義がある人物とされる。全てのルートで、最終的には殺害される。
レオナール・レシ・リモン（騎士レオナール）
声 - 堀内賢雄 / 玉木雅士
アルモリカ出身。アルモリカ騎士団団長を務める公爵の片腕。騎士というよりは極めて政治家的な人物であり、戦略的な視点からときに冷酷な判断も下すことのできる男。常にウォルスタ人全体の未来を第一に考えている。主義主張の違いからデニムと対立することもあるが、個人的な憎悪に至ることはない。聖騎士ランスロットが行方不明になって以降はある意味デニムの最大の理解者となる。一方でしばしば有利な戦況から自身の油断によって大敗・捕虜になったり、戦術眼や現場指揮能力には疑問符がつく部分がある。
物語中のルート分岐に最も関わる人物で、いずれも彼の問いにどう返答したかによって、その後のデニムの歩むべき未来が決定される。
一時期、ゲストユニットとしてデニムの隊に加わり行動を供にすることになる。C・Lルートではデニムたちとの戦闘で死亡し、死体をニバスの実験に利用され、死者の宮殿においてデスナイトとして再会することとなる。Nルートではロンウェー公爵亡き後、一時的にウォルスタ軍の指導者となるが、暗黒騎士団と行動を共にしていたカチュアによって致命傷を負わされ、ウォルスタの未来をデニムに託し死亡する。
アロセール・ダーニャ
声 - 佐々木るん / 中村千絵
クリザロー出身。ガルガスタンとの戦いの際に両親を失ったことから解放軍に身を置く。バルマムッサの悲劇で兄を亡くし、その実動部隊および首謀者へ復讐するため、デニムの前に立ちはだかる。かつてはレオナールの恋人だった。なお、彼女はLルートでは敵、Nルートでは強制離反、Cルートでは味方と、歩むルートによって立場が一変する。
『運命の輪』ではLルート・Nルートでも仲間になることが可能になった。Lルートでは条件を満たすことによって、Nルートでは離反せず解放軍に留まるが忠誠値が激減する。
ドナルト・プレザンス（プレザンス神父）
声 - 宝亀克寿
アルモリカで身寄りのない孤児達と暮らしていたが、先の戦乱で教会を焼き払われた際、その全てを失う。その後、解放軍に身を置き、ガルガスタン陣営への復讐の機会を窺う悲しき神父。
物語序盤のクリザローの町で、アンデッド集団に襲われている所をデニム達に救われ、以後行動を共にすることとなる。なお、此処での救出に失敗しプレザンスが死亡した場合は、代わりに「フェリシア」というクレリックが仲間になる。フェリシアは固有名は持っているが固有の顔は持っておらず、「イクソシズム」を所持しているが彼女自身は使うことが出来ない。
ザパン・イリューダス（傭兵ザパン）
声 - 乃村健次
金のためならどんなに汚い仕事でも請け負う、戦闘のプロフェッショナル。その徹底した、または過剰過ぎるプロ意識のためか、自分の母親でさえも敵に売ると噂される男で、周囲からあまり良い話は聞こえてこない。
ルート次第で彼のストーリーへの関わり方も大きく変わってくる。Cルートでは最後まで敵として登場するが、Lルートではそのプロ気質と察しのよさからデニムとうまがあい、戦闘後に選択次第で傭兵として仲間にすることができる。彼を仲間に出来るチャンスは2章と4章の計2回ある。SFC版では4章で仲間にした場合にレアアイテムを所持しているが、PSP版ではレアアイテムの所持はなし。
プランシー・パウエル（プランシー神父）
声 - 三上哲
港町ゴリアテの神父。デニムとカチュアの父。物語冒頭の暗黒騎士団によるゴリアテ襲撃の際に強制連行されて以後行方不明となり、いったんは「ヴァレリア解放戦線」によって救出される。しかし解放戦線の本部・ボート砦が暗黒騎士団に襲われた際に再び囚われ、後に業病を抱える患者などを収容する「死人の谷」にて衰弱しきった状態で発見される。オリビアたちの手によってブリガンテス城に保護されるも、その体はすでに手の施しようも無い状態であった。港町ゴリアテ以来の再会を果たしたデニムに余命を賭して事件の真相、今後成すべきこと、歩むべき未来を告げ終えると静かに息を引き取った。
本名はプランシー・モウン、司祭ブランタ・モウンを兄に持つバクラム人である。当時の王家で秘密裏に処理された問題の真実を知る一人。ドルガルア王の子供を身篭って王宮から姿を消し、逃避行の末に衰弱しきっていた身重のマナフロアをブランタと共に保護。直後、マナフロアの命と引き換えに産まれた王女ベルサリアを、ブランタの一計によって前の月に死んだ自分の娘カチュアとして預かり、王都ハイムを離れ、偽名を名乗って港町ゴリアテに居を移した。
ロデリック・デズモーリア（ロデリック王）
声 - 平林剛
旧ブリガンテス国王。かつてはドルガルア王とヴァレリア統一戦争で共に戦った戦友であったが、共同作戦でフィダックを滅ぼした後に結ばれた不平等な一時休戦協定の破棄をきっかけに袂を分かち、その後一年に渡ってヴァレリア統一戦争最後の激戦を繰り広げる。その際、自然界の摂理をも歪めるほど強大な魔力を持つ「禁呪」を乱用したため民心が離れ、クァドリガ砦の最終決戦に敗北後、幽閉中に死亡。
エクストラステージ「死者の宮殿」地下4階以降に無念の亡霊として現れ、過去に対立していたバーニシアの民への恨みを晴らすため、対面を果たした者にブリガンテスに伝わる10の必殺技を伝授する。ただし、出現階はランダムであり、一度断った必殺技は二度と伝授をしてくれない。
運命の輪では本編後日談の話にて死者の宮殿にあるカオスゲートからドルガルア王と同じく半ばオウガと化した姿で怨霊として現れ、戦うことになる。

### ガルガスタン人
主に島の西部に勢力を持つ民族で、島民の七割を占める多数派である。物語開始時点ではバクラムに対抗して、バルバトス枢機卿が中心となった急進派による「ガルガスタン王国」が建国され、バクラムを牽制すると同時にウォルスタ人を支配していた。しかし多数派の中には穏健派も多く、内部分裂も起きているようである。
レーウンダ・バルバトス（バルバトス枢機卿）
声 - 大塚芳忠
ガルガスタン陣営の指導者。コリタニ出身。ガルガスタン王国の実権者でありながら「王」ではなく「枢機卿」と名乗る。非常に冷酷な性格で、「民族浄化」政策としてヴァレリア島内の少数派であるウォルスタ人を虐げ、弾圧している。その残忍なやり方にガルガスタン内部からも非難の声が上がったが、それすらも粛清の対象としている。
2章Cルートではスウォンジーの森におけるウォルスタ解放軍との戦いに敗れた後処刑され、Lルートではコリタニ城陥落時に自決する。死した後も仇討ちを目論む残党が後を絶たないことから、急進派からはそれ相応の支持を得ていたようである。
ザエボス・ローゼンバッハ（騎士ザエボス）
声 - 内田直哉
ガルガスタン騎士団長。アシュトン出身。バルバトスの片腕として、ウォルスタ人の虐殺・反体制派の粛清といった「民族浄化」政策に積極的に関わっている。王国崩壊後、残党となってからも枢機卿の意思を継ぎ、ウォルスタに対して戦いを挑み続ける。政治や戦争の暗黒面に精通した男で、ルートによってはデニムを口を極めて罵倒する。もう一人のレオナールとも言うべき人物であり実はマップ上の立ち絵がレオナールと同じ（色違い）である。
C・Lルートでは、死体をニバスの実験に利用され、死者の宮殿においてデスナイトとして再会することとなる。
ガンプ・バックスタイン（我執のガンプ）
声 - 石田圭祐
ガルガスタン軍の魔獣使い。出身地不明。周りの人間には非常に野卑な言動をとるが、唯一魔獣だけには心を許している。初めてデニムと戦った際は少数ながら人間ユニットを引き連れていたが、それ以降の戦闘では彼の性格ゆえかアタックチームは全て魔獣と亜人間で編成されている。第4章である条件を満たせば、自分を人間として扱ってくれたデニムに心を開き、仲間に加わる。
その際のクラスは固有クラス「ビーストマスター」であるが、一般の「ビーストテイマー」との違いはない。
ニバス・オブデロード（屍術師ニバス）
声 - 宮本充
ガルガスタン軍の魔術師。出身地、実年齢共に不明だがガルガスタン人ではあるらしい。ガルガスタン占領時のアルモリカ地方監督官となるがヴァレリア島の民族紛争には全く興味が無いらしく、任務などはすべて部下に任せて労力と時間の全てを不老不死の研究に費やしているため、人前に姿を現すのは稀であった。彼の知識は高名な賢者にも匹敵するが、ネクロマンサーとしての研究のために死者の肉体と魂を利用しており、この世界では「死者を弄ぶ邪悪な存在」である。それが故か、軍の中でも浮いた存在であったが、直属の部下である「恍惚のモルドバ」（ガルガスタン軍のウィッチ。固有名は持つが固有の顔は持たない）など、少数ながら彼の信奉者は存在していた。軍の中での階級等は明らかにされていないが、アルモリカ地方の監督官に任命されていた点やザエボスが彼を「ニバス様」と敬称で呼んでいる点からすれば、ある程度の地位にはついていた模様。彼の不老不死にかける執念は並々ならぬ物で、物語中盤以降は完全に人前から姿を消して研究の熟成を図っていたとされる。デニム達との戦いで敗北するが、最後の手段として用意していた「死者の指輪」を使いリッチとして復活を果たす。リッチになることは、人間であることをやめなければならないためできれば実行したくなかったようである。本人は不老不死の肉体を得たと思い込んでいたが、死者の宮殿最深部におけるデニム達との最終決戦で死亡した。Nルートにおいては自らの子達と共にストーリーに非常に深く関わってくる人物である。そのため、本来Nルートの意味は「ニュートラルルート」だが、プレイヤー達はしばしば「ニバスルート」と呼ぶ。C・Lルートでは進め方によっては1度も対峙しない場合もある。
ジュヌーン・アパタイザ（竜騎兵ジュヌーン）
声 - 速水奨 / 谷口悠
元ガルガスタン王国竜騎兵団団長。古都ライム出身。かつてはバルバトス枢機卿の下で「民族浄化」政策のために働いていたが、当時の同僚（「黄土のグアチャロ」。固有名は持つが固有の顔は持たない）に騙され、無関係な「竜使いの村バスク」でゲリラ基地殲滅作戦と称して住民虐殺の指揮を執ったことを悔いて以来、反枢機卿派として活動。そのため「民族浄化」推進派に捕らえられ、反枢機卿派の人々と共にブリガンテス城に軟禁される。その後、反枢機卿派と解放軍の会談時、デニムの返答次第で仲間となり行動を共にすることになる。Lルートでストーリーに関わってくる人物で、以降オクシオーヌの誤解を解き、彼女を仲間にするためには彼の協力が必要不可欠となる。
オクシオーヌ・ラヴィン（竜使いオクシオーヌ）
声 - 金月真美 / 日髙のり子
集落単位でバルバトス枢機卿に反発したために民族浄化の対象となり、全住民虐殺の憂き目にあった「竜使いの村バスク」の唯一の生き残り。虐殺の指揮を執ったジュヌーンを仇として狙っている。Lルートでのみ登場する人物で、ベルモルーゼ台地でのランダムエンカウントにジュヌーンを出撃させると遭遇することが出来る。なお、彼女を仲間にするためにはコリタニ城にてジュヌーンとグアチャロとの会話イベントを発生させていなければならない。彼女はタクティクスオウガ最年少の（固有の顔を持つ）キャラクターである。
『運命の輪』では全ルートで登場するようになったが、仲間にできるのがLルートのみであることに変わりはない。
オリアス・オブデロード（僧侶オリアス）
声 - 岡本麻弥 / 山根舞
ブリガンテス出身。屍術師ニバスの娘、デボルドの実妹。家族を顧みず不老不死の研究に没頭し、命を軽んじる父に疑問を感じ、敢えてその対極に位置する僧侶となる。後に、粛清によって死亡した実子デボルドすらも躊躇なく研究の実験材料として利用した事実を知り、父との決別、対立を決意する。変わり果てたデボルドと共にニバスを探し、各地を放浪していた。Nルートでストーリーに関わってくる人物。
デボルド・オブデロード（騎士デボルド）
声 - 藤井啓輔
ブリガンテス出身。屍術師ニバスの息子、オリアスの実兄。バルバトス枢機卿に反抗したため粛清された際、ニバスの手によって復活する。しかし、その復活は不完全なものであり、肉体の再生には成功したが魂の再生には失敗したため（肉体も「成功」という割には血の気の引いた屍体色をしているなど生者とはかけ離れているが、これでもニバス曰く「ある程度上手くいった」ものらしく、その後の研究ではデボルド以上の成果は現れていない）、オリアスを自分の妹として認識できること以外は生前の自我を失っている。本編では初対面時とエンディング、および戦闘で死亡した時以外では全く喋らないが、除名しようとすると「私に何か言わせたいだけなら時間の無駄だと思うが？」と返される。Nルートでストーリーに関わってくる人物。
『運命の輪』では逆に魂の再生に成功しているため生前の自我を取り戻した形で復活しており、イベントにおける会話への参加も大幅に増えている。一方で肉体は損傷が激しかったため再生不可能であり、現在の彼の肉体は頭部を除き無数の死体をつなぎ合わせて作られた継ぎ接ぎの体であることが語られている。ただし、結末（将来的には再び死に至る）は変わらないようである。
レンドル（銃士レンドル）
声 - 横田大輔
出身地不明。嵐に見舞われ、レーゲット島沖で沈没した貿易船の引き上げ作業に雇われたガンナー。船が沈没した際、貴重な荷物の大半は海底に沈んだため、サルベージに暗黒騎士団が乗り出し、その際に彼は雇われる形となった。しかし、積荷の一つであった「アッサルト」を謎の盗賊団に強奪されたことで罪を問われ、マルティムに処刑されかけるが、寸前に駆けつけたデニム達により救出される。その後、本人の希望によって行動を共にすることとなる。ガルガスタン人ではあるものの、特に民族的な意識や出身にまつわる話は無い。なお、彼は固有名称を持つものの、固有の顔は持たない。
物語4章以降、ウォーレン・レポート内の記事「沈没船ラムゼン号の引き上げ」を閲覧することで、移動マップ上にグリムスビーの町が出現する。この町を訪れることで発生する特殊イベントを終えると以後、編成画面から「ガンナー」へのクラスチェンジが可能となる。ただし、ガンナーへの転職には超自然への信奉を全て捨て去るという特徴があり、一度ガンナーになると二度と転職ができなくなる。また、世界には銃は3丁しか存在せず、そのうちの1丁は多大な犠牲との引き換え、もう1丁は条件を完全に揃えないと永遠に入手できないため、通常進行で手に入る（とはいえこの銃も難ステージかつリーダー以外のユニットが所持しているため、100%確実に入手できるわけではない）1丁の銃の使い手としてレンドルだけ、もしくは専用ユニットを一人育てるだけで充分である。
『運命の輪』では固有の顔を持つキャラクターとなり、フルネームはジョナサン・トウゴ・レンドル。人種もバルバウダ人に変更された。

### バクラム人
島民の二割ほどを占める少数派民族だったが、ドルガルア王ら旧ヴァレリア王国の王族がバクラム人だったため、ドルガルア王の死後も支配者階級として存続することになる。やがてローディス教国の庇護の下、司祭ブランタが「バクラム・ヴァレリア国」を建国し独立を宣言。島の北部を主な領土とするが、暗黒騎士団の協力が思うように得られなかったことから、それ以上の侵攻はできず膠着状態に陥っている。
システィーナ・フォリナー（風のシスティーナ）
声 - 岡本麻弥 / 濱口綾乃
フォリナー四姉妹の三女。島内でも大きな影響力を持つフィラーハ教団の要人の娘で、あることをきっかけに教団を離れ、姉のセリエと共に「ヴァレリア解放戦線」を結成し、ゲリラ活動に従事する。しかし、苛烈な手段をも辞さないセリエのやり方に次第に疑問を抱き始め、自ら戦線を離れる。シナリオ上、チャプター1で関わりを持つことになるが、Lルートに物語が進んだ場合、フォルカス、バイアンと共にそれ以降、行方不明となる。
システィーナやセリエが初対面の時デニムを見て無反応だったのは「デニムのことには気づいていたが、その指摘がショックを与えることを考慮してできなかった」とのこと。
セリエ・フォリナー（炎のセリエ）
声 - 佐々木るん / 佐古真弓
フォリナー四姉妹の長女。システィーナの姉で彼女と共に教団を離れた後、武力による戦争終結を目的とした「ヴァレリア解放戦線」を結成しその指導者となる。全面戦争の誘発による紛争の解決を求め奔走する。
Cルートでは必ず仲間になるが、Nルートでは救出しても思想の違いからその場では別れて4章で再会する、Lルートでは、ヴァレリア解放戦線崩壊と同時に非業の死（運命の輪では消息不明）を遂げる等、複雑な立場を取る。
男性的な口調ではあるが、物語が進み解放戦線が壊滅してからは、口調が一貫して女性的なものに変化する(SFC版のみ、『運命の輪』では終始変わらない)。
シェリー・フォリナー（大地のシェリー）
声 - 金月真美 / 川村万梨阿
フォリナー四姉妹の次女。他の姉妹同様に教団を離れ、情勢や待遇の良いバクラム軍に帰順し、優秀な魔術師として禁呪捜索任務に従事していた。デニム達の攻撃によってモルーバ拉致に失敗し、敗走したことでブランタに見限られ、自らの帰る場所を失い、行方不明となる。豪雨の日にバルマムッサの町に行くと逃亡中の姿を発見、仲間にできる。全ルートで仲間にできるキャラクターだが、条件がわかり難く、時期もバーニシア城攻略前と限定的なため、事前に情報を得て意図的に行動しないと難しい。
オリビア・フォリナー（水のオリビア）
声 - 大沢つむぎ / 島本須美
フォリナー四姉妹の末妹。姉たちが教団を離れる中唯一残り、教団の団結に奔走する。四姉妹の中で唯一、どのようにストーリーを進めても必ず仲間にすることができるキャラクターである。
物語後半、ブリガンテス城にて幼少の記憶よりデニムがバクラム人であることを伝えた張本人で、その事実に動揺し落胆する彼を励まし奮い立たせている。同時に、この時点で初めてデニムがフォリナー四姉妹と以前、顔馴染みであったことが判明する。四姉妹の末妹ながら、最も母性的な優しさと強さを備えている。
モルーバ・フォリナー（大神官モルーバ）
声 - 堀内賢雄
上記フォリナー四姉妹の父親。ドルガルア王の時代にはヴァレリア王国の国教フィラーハ教の大神官として活躍するが、王の死後、ブランタとの権力闘争に敗れ、大神官の地位を剥奪されたことから失意のうちに王都ハイムを去る。デニムら解放軍がバクラムに攻め込もうとした時期に、解放軍内部でフィラーハ教徒による反乱が発生したことから、解放軍内部のフィラーハ教徒の統率を取るためと、フィラーハ教内部の反ブランタ派の取り込みの目的から、フィラーハ教の権威として解放軍に協力を求められ承諾することになる。なお、選んだ選択肢に関わらず協力してくれるが、この選択肢次第で後のとあるイベントにおける選択肢の結果が変化する。
フォルカス・リダ・レンデ（騎士フォルカス）
声 - 子安武人 / 大原崇
ヴァレリア解放戦線に所属する騎士で、バクラムの名門・バナヘウム士官アカデミーをトップで卒業したエリートでもある。セリエとシスティーナが仲違いした際、システィーナについてセリエの元から去った。なお、バイアンの口からシスティーナが恋人であることをほのめかすかのような話を聞くことができ、第二章でのシスティーナ救出時にはそれらしい絡みを見ることが出来るほか、死亡時の台詞にはシスティーナの名を口にするものが存在する。C、Nルートで登場する人物。
バイアン・ローゼン・オーン（魔術師バイアン）
声 - 村松康雄 / 塾一久
ヴァレリア解放戦線に所属する、旧ヴァレリア王国時代には魔法アカデミーで教壇に立っていたこともあるという魔術師。フォルカス同様、システィーナについて解放戦線を離れる。やはりC、Nルートに登場する。感情的で猪突猛進なところがある。
ブランタ・モウン（司祭ブランタ）
声 - 村松康雄 / 磯部勉
王都ハイム出身。フィラーハ教の現最高責任者にしてバクラム・ヴァレリア国の指導者。ユニットのクラスはビショップ（司教）だが、本項目名にもあるようにメッセージウィンドウに現れ続ける肩書は司祭（プリースト）。島外よりローディス教国の支援を得てバクラム・ヴァレリア国を建国、島内全域の支配を図る。
デニムの父であるプランシーの実兄、すなわちデニムの伯父にあたる人物。司祭という聖職位が表すように元は平民出のしがない神父であったが、「マナフロア」についての秘密をプランシーと共有し、それを自らの出世材料とすることで現在の地位を築き上げた。
PSP版では「摂政ブランタ」という肩書に変わっている。
マナフロア・ベフォンヌ
声 - 網川順子
出身地不明。ベルナータ王妃の侍女でカチュアの実母。ドルガルアにより見初められ、カチュアを身篭ったことでベルナータにより放逐され、カチュアを出産した後にそのまま衰弱死した。生まれた子供は極秘裏にブランタからプランシーに引き取られ、真実を伏せたまま、育てられることとなる。
ドルガルア・オヴェリス・ヴァレリア（覇王ドルガルア）
旧ヴァレリア王国の国王。かつて多くの小国が乱立し、混沌としていたヴァレリアの地をたぐいまれなる頭脳と厚い人望で統一した。その後国王として認められ、島内のすべての民族が平等に互いに助け合って暮らしていけるようにしたいと願い「民族融和」政策を打ち出した。島民からは名君として現在でも称えられている。死後、後継者が不在のためウォルスタ・ガルガスタン・バクラム三民族間に争いが勃発、ヴァレリアは後に「ハイム戦役」と呼ばれる内乱に突入した。作中では「王」といえば基本的に彼のことであり、分裂したヴァレリア各国の元首たちは誰一人王を名乗れなかったことから、死後も絶大なカリスマ性を発揮していることがわかる。
史実では死亡したとされているが事実は異なる。晩年、息子に続いて妻までも亡くした彼は二人の蘇生を神に祈り続けたが、その祈りが届くことは無く、怒りと絶望に囚われた彼は神への信仰を捨てて悪魔の力を借りることを思いつく。そのために彼は現世と魔界を繋ぐ門である「カオスゲート」を通って魔界へ旅立った。本編のラストで思念体として魔界から舞い戻り、完全復活に必要不可欠なブリュンヒルドを奪うべくデニムたちに襲い掛かる。
そのラストボスとしての登場の仕方はやや唐突であるが、この点について後年に企画された本作のディレクター松野泰己と作家・宮部みゆき、米澤穂信らの鼎談にて「ドルガルア王はカリスマ的指導力によって旧ユーゴを統一し治めたチトー大統領がモデル」「(2つの大国に挟まれて、複数民族から成る集団が国家を保てるのか、異なる民族集団が一枚岩になれるのか？というテーマの物語において)彼を失ってなお、1つにまとまることができるのか、それを示したかった」「最終的な流れがやや唐突で、ご都合主義な部分も否めないとは自覚している」と明かされた。
ベルナータ・エルテナハ・オヴェリス（ベルナータ王妃）
ドルガルア王の妃。ドルガルアがヴァレリアを統一し王となった際に、上級貴族の名門・エルテナハ家から迎え入れた。王との間に王子を一人授かるも不慮の事故により失ってしまう。その後病床に臥すようになり、王子の後を追うかのようにこの世を去る。30歳。
ファルファデ・ゲブ・レスモアリア（毒使いファルファデ）
バクラム軍極秘探索隊所属のヴェネフィック。司祭ブランタの命を受け、古代聖典等の記録より死者の宮殿内に存在すると言われる幻の竜言語魔法を探索していた際に、地下一階でデニム率いる解放軍と戦闘になり、死亡した。毒使いの一族に生まれ、あらゆる毒薬や毒物に精通していた。また、ヴェパールなど、彼女らが所属している極秘探索隊には特殊な知識や技能を持つ術者が数多く集められ、「遺物」と呼ばれる失われた魔法技術の回収や確保、試用を行っていた。
ヴェパール・ダブラン（白魔導士ヴェパール）
バクラム軍極秘探索隊所属のシーアルジスト。行方知れずとなったシェリーに代わり、死者の宮殿にて禁呪探索の任に就いていたが、地下二十五階で解放軍と戦闘になり死亡した。禁呪よりも貴重な秘宝「ファイアクレスト」の秘密を掴みかけていた。運命の輪では死者の宮殿には行っていない。エピローグ後のカーテンコールではバクラム・ヴァレリア国の消滅後、数人の仲間と共に「真のヴァレリア人の国家建設」を掲げ、現在はバクラム・ガルガスタンの敗残兵の拠り所と化している過激派武装組織「バーナムの虎」に参加する。参加後、サン・ブロンサ遺跡内を探索し、そこで手に入れた二つの“奇跡の技”を使い、転律の塔3階では死者を天使に、転律の塔10階では死者を人間への転生に成功している。この力を使ってバクラム・ヴァレリア国の再興を目指していた。しかし、デニムたち解放軍との戦闘に敗れ、逃走するが、転律の塔12階にて異界より現れた天使の姿をした者たちの手により、命を落とした。
クレア・ハルモラーア
声 - 野水伊織（リボーン）
第4章に登場。王都ハイムに住む14才の少女。バクラム軍による古都ライム侵攻に巻き込まれ、両親を失う。
ハイムの教会で大勢の難民たちを献身的に世話している。

### ローディス人
実際には様々な民族が混在しているが、ヴァレリアの北方にあるガリシア大陸にある「ローディス教国」の領土を出身とする人々をまとめて「ローディス人」と呼ぶ（これはゼノビア人も同様）。ローディス教国はローディス教を国教とした宗教国家であると同時に強大な軍事大国でもあり、暗黒騎士団を含めて16の騎士団が存在する。なお、ローディス教国は元々小さな島国であるヴァレリアの覇権に興味は無く、騎士団もバクラム人からの要請を受けたことや、別の目的のために滞在しているだけである。
ランスロット・タルタロス（暗黒騎士ランスロット）
声 - 速水奨 / 三上哲
ローディス教国教皇サルディアン直属の騎士団である暗黒騎士団「ロスローリアン」の団長（デステンプラー）。教皇の片腕的存在と言われる。また、ロスローリアンはローディス教国にある16の騎士団の中でも最強と謳われる。ある情報を握るとされる神父を拉致するため、表向きは「反乱分子の排除」を謳いデニム達の住む港町ゴリアテを襲撃する。作中では聖騎士ランスロットと同じ名前であるため、解放軍側からは途中から姓であるタルタロスの方で呼ばれることがある。
後にゲームボーイアドバンスで発売された『タクティクスオウガ外伝 The Knight of Lodis』の主人公アルフォンスは若き日の彼である。
バールゼフォン・ヴァン・ラームズ（暗黒騎士バールゼフォン）
声 - 立木文彦 / 堀内賢雄
ロスローリアンのテンプルコマンドにしてナンバー2。ローディスの神都ガリウス出身。ローディスの武門の名家ラームズ家の現当主。タルタロスが最も信頼を置く人物で、騎士団を土台から支える。また、ローディス本国の元老院とのパイプ役も担っている。ハボリムの実兄で、ハボリムが死亡（消息不明）した後に、オズマの婚約者となる。元々は父・ヴォグラス准将の命でスパイとしてロスローリアンに潜り込んだが、その過程でタルタロスに心酔し、暗黒騎士団側に寝返った過去を持つ。SFC版では戦うことはないが、『運命の輪』では戦う機会がある。
ヴォラック・ウィンザルフ（暗黒騎士ヴォラック）
声 - 八戸優 / 後藤光祐
ロスローリアンのテンプルコマンドにしてナンバー3。人種、出身地不明。タルタロスからはバールゼフォンに次ぐ腹心の部下として信頼を置かれてはいるが、騎士団に入団した経緯や自身の軍歴などは全く不明。姓の「ウィンザルフ」は、ヒカシュー大将軍や、その娘でありゼノビア国王トリスタンの妃となった聖騎士ラウニィー（両名とも『伝説のオウガバトル』に登場）を輩出したハイランドの武門の名家と同じものだが、その一族と関係があるのかどうかは不明。
SFC版では、アラインメント、L。エレメント、風。得意武器、剣。特殊攻撃「ライアットバーン」という隠し設定が存在している。
マルティム・ノウマス（暗黒騎士マルティム）
声 - 小松史法
ロスローリアン所属のテンプルコマンド。神都ガリウス出身。「手を汚さずに」をモットーに生きる。頼りなさそうな外見でいつも軽口を叩いているが、実際はそれらからは想像出来ないような狡猾さと残忍さを持ち合わせており、「羊の皮を被った狐」と称される。一対一でギルダスを破るほどの力を持っている。ゴリアテを襲撃した暗黒騎士の一人でもある。
バルバス・ダド・グース（暗黒騎士バルバス）
声 - 安元洋貴
ロスローリアン所属のテンプルコマンド。ローディスの辺境ボウマス出身。過去に自分の上官を殴り殺したことで裁判に掛けられ、処刑されそうになったがタルタロスに助けられる。残忍さと凶暴さが取り柄の巨漢であり、戦いたいがために騎士団の命令を逸脱した行動を取ることもある。ランスロットのゴリアテ襲撃にも参加しており、Lルートでは、ヴァイスの父親の仇であることが判明する。
オズ・モー・グラシャス（暗黒騎士オズ）
声 - 森久保祥太郎
ロスローリアン所属のテンプルコマンド。神都ガリウス出身。名門・ザナム士官学校を首席で卒業したエリート。ガナン光師団の三個連隊の長を3年間務めた後、ガリウス魔導院の強い意向でロスローリアンに配属されることになった。サディスティックな性格の持ち主である。シスターコンプレックスの傾向が強い。
オズマ・モー・グラシャス（暗黒騎士オズマ）
声 - 園崎未恵
ロスローリアン所属のテンプルコマンド。神都ガリウス出身。ロスローリアンのテンプルコマンドの紅一点。オズとは二卵性双生児の姉弟という間柄。武術だけでなく魔導にも精通している魔法戦士である。また、暗黒騎士の中で唯一水地形に入ることができるキャラでもある。ブラザーコンプレックスの傾向が強い。
『運命の輪』ではハボリムの元婚約者であったという設定が加わった。ハボリムの失踪後はバールゼフォンの婚約者になっている（オズマはハボリムが生きていることを知らない）。『運命の輪』Lルートでは、展開次第で仲間にできるようになっている。
アンドラス・ガフラヌ（暗黒騎士アンドラス）
声 - 相沢まさき
ロスローリアン所属のテンプルコマンド。ローディスの辺境ニーマラン出身。かつて隆盛を極めたニルダム王家の末子で、ローディスに組み込まれる以前はボルマウカ人であった。剣術よりも鍛え上げられた自らの肉体を武器にしての肉弾戦を好む。また、警戒と分析を怠らない戦略家でもある。自国を滅亡に追いやったローディスに対し深い憎しみを抱いているが、ローディスに力を貸せば残った民には手を出さないという盟約を交わし、自ら人質となり騎士団に身を置いている。デニム達との戦いで敗北するが、団結の大切さをデニムに伝え息絶えた（ニルダム王国がローディスの甘言に傾く反戦派と抗戦派に分裂、内戦にまで発展、その隙を突かれての王国滅亡の歴史から）。
ハボリム・ヴァン・ラームズ（剣聖ハボリム）
声 - 東地宏樹
暗黒騎士バールゼフォンの弟で、「剣聖」と呼ばれる盲目の剣士。兄と同じく神都ガリウス出身のローディス人。暗黒騎士団を弱体化させるために、父ヴォグラスにより兄と共に暗黒騎士団にスパイとして潜り込んだが、バールゼフォンは暗黒騎士団に寝返ってヴォグラスを殺害し、その後教皇派に協力的ではなかった母親も毒殺した。その罪を着せられたハボリムは両目を潰された挙句、ローディス国外へ追放された。仇である兄を討つためにヴァレリア島を訪れている。回想シーンでは失明する前のハボリムを見ることができる。
デニム達と初めて対面した時は、ハボリム・ヴァンダムという偽名で素性を隠しており、過去の話は特殊なイベントを発生させた際にのみ判明する。
ヴォグラス・ヴァン・ラームズ（ヴォグラス准将）
声 - 内田直哉
バールゼフォンとハボリムの父で、5つの騎士団を従えるVIP。教皇派の権力が強大化することを恐れ、ロスローリアンの権力を縮小しようと画策するが、スパイとして潜り込ませたはずの実の息子バールゼフォンに殺害される。ハボリムの回想シーンでのみ登場する故人である。

### その他
ラドラム（魔導士ラドラム）
死者の宮殿内（地下2階）でアンデッドに襲われている所をデニム達に救助され、仲間となる。異国より幻の竜言語魔法を求めてヴァレリア島を訪れていたらしい。出身地、年齢、人種ともに不明の魔導士だが、その正体は前作『伝説のオウガバトル』に登場した魔導士アルビレオが何度目かの転生を終えた姿である（死亡時に「このアルビレオとしたことが」「また最初からやり直す」などと口走ることから確認できる）。転生を繰り返し若さを保持することで魔力を維持している。なお、厳密にいうと元（本体）はゼノビア人である。
ベルゼビュート（魔女ベルゼビュート）
声 - 武田華
人の姿を模した魔界の住人。アスモデの神殿（死者の宮殿）を守る番人の一人らしい。暗黒系魔法のスペシャリストで闇の禁呪「デッドスクリーム」を所持しているが、使うことはほとんど無い。同宮殿の地下50階で、アンデッドを配下にデニム達に立ち塞がる。なぜかデニムのことを知っていた。なおウォーレン・レポートには「外見は若い女に見えるが」とあるが、顔グラフィックのデザインからはあまり若くは見えない。
ブラックモア
死者の宮殿最深部（地下100階）で、屍術士ニバスを倒した後、再度宮殿を最深部まで探索すると遭遇する固有名を備えるLV50のリッチ（固有の顔は持たず、会話も無い）。エレメントは常に炎で、炎の禁呪や、召喚魔法などを行使する。その際、四風神器（ボレアス、エウロス、ノトス、ゼピュロス）を全て揃えた状態で彼を倒すと、本作品の中で、幻であり最大の秘宝であるとされている「ファイアクレスト」を手にすることができる。以降、宮殿最深部には彼が登場し、倒すごとに「死者の指輪」が手に入る（四風神器を全て揃えていない場合もこれになる）。
元ネタはギタリストのリッチー・ブラックモアから。

### 運命の輪から加わった人物
ラヴィニス・ロシリオン（騎士ラヴィニス）
声 - 深見梨加
ウォルスタ人。レオナールに次ぐ実力者としてロンウェー公爵を支える女性騎士。その正体はウォルスタ人の父とガルガスタン人の母の間に生まれた混血の女性。味方といえども非道を許さない心の持ち主。Lルートに進んだ場合のみ条件を満たすことで仲間にできる。
ディエゴ・G・アゼルスタン（海賊アゼルスタン）
声 - 福田賢二
ガルガスタン人。海賊の墓場から生還を果たした伝説の海賊。クラスはバッカニア。4章で条件を満たすことで仲間に出来る。
クレシダ・オブデロード/クレシダ・L・スルバラン（屍術士クレシダ）
声 - 足立由夏
ガルガスタン人。ニバス配下の屍術士。ルートごとにキャラクター設定が異なっており、Cルートではニバスの娘（オブデロード姓）、Nルートではニバスの弟子（スルバラン姓）となる。Lルートには登場しない。Cルートでのみ、極めて複雑な条件を満たすことで仲間に出来る。ルート間の差異はパラレルワールドとされており、クレシダがニバスの娘となるルートではオリアスやデボルトの素性は曖昧に描かれる形となる。松野曰く、ニバスの家族構成は選択肢によって変わり、Nルートではオリアスが娘、デボルドが息子だが、C・Lルートではクレシダとモルドバが娘、カサンドラが妻。
ユーリア・ウォルフ（歌姫ユーリア）
声 - 東山奈央
ゼノビア人。カノープスの妹である女性有翼人。ゲームクリア後にプレイできるシナリオをこなすことで仲間にできる。

### 漫画版オリジナル
ティティス
フェアリー。ガルガスタン軍の進軍情報を偶然聞いたことにより危機に陥るがデニムに救われて以降、仲間の元へ帰らず解放軍にくっついて来ている。デニムの心情を感じ取り、自分なりに癒そうとする。大きな胸とお尻がコンプレックス。カノープスとは凸凹コンビ。
ヴォルテール
ナイト。アルモリカ騎士団所属だったが、クリザローの町で囚われの身となったところを神竜騎士団に救われ、レオナールの指示で神竜騎士団に参加することになり、次第にデニムに信頼を寄せるようになる。人に仕えるのは好きではなく、言動力のある人間にしか追いて行かないという信念がある。
サラ
アーチャー。ヴォルテール同様、神竜騎士団に参加することになった女性。ただ一人、カチュアの微妙な心情を察し相談役になっている。現実を直視し背を向けることは絶対にしない信条を持つ。なお、ヴォルテールとサラはゲーム版にも登場しているため厳密には漫画版オリジナルではないがゲームでの彼らは固有の顔や詳細な設定が無いため、実質的にオリジナルキャラとなっている。
『運命の輪』では二人共々ウォーレンレポートの記述対象となり、詳細なプロフィールとフルネームが加わっている。
ラルフ、カッシング
ニンジャ（ラルフ）、ナイト（カッシング）。登場回数は多くはないが、主要キャラと外野との接点的役割を持っている。

## クラスリスト

### 味方・汎用クラス

#### 男性
ソルジャー - 得意武器：なし
男性ユニットの基本クラス。パラメーターは平均的に上昇する。各拠点で雇用した男性ユニットは必ずこのクラスから始まる。
ナイト - 得意武器：剣
「武」に優れ「忠」を重んじる騎士道の伝道師。名誉と誇りのみを糧に戦う剣士。ソルジャーよりも力と技に秀でている。クラスチェンジできるアラインメントはNとL。
バーサーカー - 得意武器：斧
強靭な肉体と人並みはずれた力を持ち、目的のためには手段を選ばぬ非情の狂戦士。力に任せた戦法を得意とし、ナイトよりも防御力に優れている。クラスチェンジできるアラインメントはNとC。
ニンジャ - 得意武器：爪 能力：ダブルアタック、攻撃魔法行使、手裏剣、3段昇4段降、水上移動
素早さが高く、ダメージよりも着実にヒットさせるタイプ。また、3段の高さを上り、4段の高さを下りることのできる移動に融通の利くユニット。防御力が低く打たれ弱いものの、遠隔攻撃として（装備可能数は少ないが）召喚魔法を含む、ほとんどの種類の攻撃魔法、近接攻撃としてダブルアタックの技能を持つ。移動に関しても優秀で、移動力6のほか、水上移動の能力も備える。どのアラインメントでもクラスチェンジできる。
ウィザード - 得意武器：なし 能力：攻撃魔法行使
幅広い知識と深い経験から多くの攻撃魔法を使いこなすことのできる魔法使い。後方支援型のユニットとしてアタックチームに欠かせないクラス。物語序盤では非常に弱いものの、中盤以降、INTとMENが上昇するにつれ、魔法効果範囲が拡大すると同時に強力なユニットとなる。クラスチェンジできるアラインメントはNとC。
ビーストテイマー - 得意武器：ムチ 能力：操獣効果
猛獣使いの意。ただしこの世界では毛色が違い、グリフォンなどの魔獣がその対象である。その影響力は大きく、周囲3パネル以内の魔獣の戦闘能力を高めるという特殊能力を持つ。しかしながら、魔獣の移動速度に追随出来ないため、この能力を発揮できる場は限られている。HPではバーサーカーが優秀だが、防御力はビーストテイマーの方が優れている。どのアラインメントでもクラスチェンジできる。
なお、4章で仲間にすることができるガンプは「ビーストマスター」という固有クラスだが、能力は全く同じである。
エクソシスト - 得意武器：なし 能力：神聖魔法行使
聖なる神の加護により悪霊や死霊などを除霊するアンデッド退治のスペシャリスト。アンデッド戦には欠かせない存在。クラスチェンジできるアラインメントはL。
ソードマスター - 得意武器：剣 能力：補助魔法行使、ダブルアタック、指弾
侍風の格好をした剣のエキスパート。片手用武器を両手に装備することで二刀流となり戦闘力がアップ。そのうえ魔法も行使可能。しかし防御力が低く打たれ弱いため、直接攻撃の際は高いリスクを伴う。直接攻撃よりもAGIとDEXの高さを活かし補助魔法を行使することで真価を発揮するクラスといえる。クラスチェンジできるアラインメントはL。
ハボリムは盲目のためスペシャル攻撃「邪眼」は無効となる。また彼はクラスチェンジすることができない。
ドラグーン - 得意武器：剣 能力：攻撃魔法行使、対竜効果
別名『ドラゴンキラー』と呼ばれ、ドラゴンに対して圧倒的な攻撃力を誇るクラス。ドラゴンやリザードマンには天敵ともいえる。攻撃力は人間ユニットの中で最も高く、一部の攻撃魔法も行使できるが、その代償として素早さが極めて低く、長所と短所が明確である。クラスチェンジできるアラインメントはN。なお、ヘルプに「ドラゴン以外に対しての戦闘力は凡人並み」とあるが、これはただ単にダメージの修正がないというだけである。
テラーナイト - 得意武器：斧 能力：恐怖効果
無数の悪霊や亡霊を引き連れた『恐怖の騎士』。恐怖をまち散らし、周囲3パネル以内の敵（アラインメントがC以外のユニット）の戦闘能力を下げるという特殊能力を持つ。加えてHP、防御力が高く打たれ強いため、肉弾戦に向いていると同時に壁の役割も果たす。その反面、ドラグーン同様、素早さが極端に低い。クラスチェンジできるアラインメントはC、殺害人数30人以上（実戦で敵を倒した人数。SFCとSS版ではマスクパラメーターであるが、PS版では見ることができる）。最初からテラーナイトであるデボルドや、説得によって加入するテラーナイトは殺害人数が0のため、一度クラスチェンジしてしまうと殺害人数が30人以上になるまでテラーナイトに戻ることができなくなってしまう。
ウォーロック - 得意武器：なし 能力：補助魔法行使、竜言語魔法行使、操人形効果
古代語に精通し、呪文の教典の解読に努力する研究家。学者と呼ぶに相応しい魔法使い。補助魔法と竜言語魔法を行使できる。人形使いでもあり、周囲3パネル以内のゴーレムの戦闘能力を高めるという特殊能力を持つが、ゴーレムの扱い難さ故にこの能力が生かされることは少ない。物語終盤、死者の宮殿で竜言語魔法を取得してから真価を発揮するクラスチェンジできるアラインメントはNとL。
ガンナー - 得意武器：銃
南方の大陸バルバウダで製造された剣に代わる強力な武器『銃』を扱える唯一のクラス。魔法などの超自然科学に対する信奉を捨てたため魔法に対する耐久力が著しく低下した。全クラス中で唯一「銃」で射撃を行うことができる（他のクラスでは「銃」で殴ることしかできない）。レンドル救出イベントの後、アラインメントNのユニットがクラスチェンジできるようになる。また、一旦クラスチェンジすると他のクラスにクラスチェンジできなくなるのも特徴。

#### 女性
アマゾネス - 得意武器：なし
女性ユニットの基本クラス。幼少の頃より武術を学び、成人する時には男戦士に負けないほど成長を遂げている。雇用した女性ユニットは必ずこのクラスから始まる。ソルジャー同様に平凡なクラスだが、こちらは水地形に進入できる。また、アーチャーにチェンジできないアラインメントLのユニットにとってはAGIの成長率が最も高いクラスであるため、その点では重要と言える。
アーチャー - 得意武器：弓
一定距離をおき、弓による投射攻撃を得意とする後方支援型ユニット。素早さと器用さの高さは命中精度を上げている。また、女性ユニットの中では最も防御力が高い。クラスチェンジできるアラインメントはNとC。
クレリック - 得意武器：なし 能力：神聖魔法行使
聖なる神の加護により回復魔法を行使する僧侶。回復魔法を使用できる数少ないユニットのためアタックチームに一人は欲しいところ。広範囲のユニットを一度に回復可能な「ヒーリングプラス」を行使できるため、終盤までプリーストにお株を奪われることなく活躍が期待できる。クラスチェンジできるアラインメントはNとL。殺害人数10人以下。
ウィッチ - 得意武器：なし 能力：補助魔法行使
多くの補助魔法を行使する美しい魔女。攻撃魔法を行使できないため、派手さを欠くがサポート要員として欠かせない存在。また、魔法使い系としては珍しく軽歩タイプである。クラスチェンジできるアラインメントはNとC。
ヴァルキリー - 得意武器：槍 能力：攻撃魔法行使
肉弾・魔法の2種類の攻撃をこなし、オールラウンドに力を発揮する魔法戦士。ナイトに比べ、やや非力さが目立つが、水地形に進入できる。なお、同ステータスのユニットが同じ攻撃魔法を行使する場合、セイレーンよりヴァルキリーのほうが天候抵抗が上なため、若干威力が高くなる。クラスチェンジできるアラインメントはNとL。
ドラゴンテイマー - 得意武器：剣 能力：攻撃魔法行使、操竜効果
竜使いの意。周囲3パネル以内のドラゴンの戦闘能力を高めるという特殊能力を持つ。また、ヴァルキリーと同様に肉弾・魔法の2種類の攻撃をこなす魔法戦士でもある。防御力の成長率が極端に低い（クラス個別の修正自体は他の女戦士系クラスと変わらないが）ため直接攻撃ユニットとして使うことは難しい。どのアラインメントでもクラスチェンジできる。
プリースト - 得意武器：なし 能力：神聖魔法行使
聖なる神フィラーハとイシュタルの加護により回復魔法と攻撃魔法の両方を行使する僧侶。死者の魂を呼び戻し肉体を復活させる魔法、「リザレクション」を使える唯一のクラス（固有クラスを除く）。簡単な神聖系攻撃魔法も行使可能だが、防御力においては更に低くなっているほか、物語終盤に必須となる「ヒーリングプラス」を使用できない等の欠点も目立つ。戦闘において最優先で護衛すべきユニットである。クラスチェンジできるアラインメントはL。殺害人数15人以下。
セイレーン - 得意武器：扇 能力：攻撃魔法行使
多くの攻撃魔法を行使できる若くて美しい魔女。女性ユニット版のウィザード。ウィザードに比べ、INTとMPの上昇率が高い。クラスチェンジできるアラインメントはNとL。なお、得意武器は扇だが、杖の方が相性が良い。

#### デミヒューマン・魔族
ホークマン - 得意武器：斧
気性が荒く、戦闘を好む野蛮な有翼人。人間の3倍の寿命を誇るデミヒューマン。背中の翼を使うことで地形や高さに左右されずに移動できるという点がメリット。得意武器は斧だが、防御力が低く打たれ弱いため、弓を持たせ高台から攻撃することで真価を発揮する。
リザードマン - 得意武器：槌
堅いウロコをまとった水陸両用型のトカゲ男。その戦闘力は高く、ナイトを凌ぐほど。水に進入できないユニットが多い中、貴重な肉弾攻撃型のデミヒューマン。硬い鱗に覆われた身体を持つ、いわゆるトカゲ男。竜族なので中盤以降はドラゴンテイマー等の操竜効果で更に強化することができる。対竜能力のドラグーンや、魔法耐性の低さが弱点。
フェアリー - 得意武器：なし 能力：スペシャル技
小さな身体の可愛らしい妖精。背中の羽を使って常時、空中に浮いていることができる。飛行+浮遊の移動能力を持ち、様々な特殊能力で味方を援護する。また、スペシャル技の「マジックミサイル」はアンデッドの消滅効果も持つほか、「ディープキッス」は使い方次第でゲーム性を一変させ得る性能を持つ。防御力が低く打たれ弱いがAGIとDEXが高い。また、飛行能力のため、弓との相性も良い。
グレムリン - 得意武器：なし 能力：スペシャル技
魔界の血を受け継ぐ小悪魔。背中の羽を使って常時、空中に浮いていることができる。醜い姿とは裏腹に、寂しがりやで人懐っこい。ゲーム内ではフェアリーと同格の存在で接近戦は不得意。飛行+浮遊の移動能力を持ち、様々な特殊能力で敵を妨害する。フェアリーが神聖系特殊能力を得意とするのに対し、グレムリンは暗黒系特殊能力を得意とする。なかでも「ディープキッス」は耐性のある相手以外は確実に石化させ、常に一定のダメージを与えることができる。フェアリー以上に打たれ弱いが、AGIとSTRが非常に高い。また、フェアリーと異なり説得でしか仲間にならない。
ゴブリン - 得意武器：槌
額に大きな角を持つ鬼人。オウガバトルの際、地上に残ったオウガの末裔といわれている。耐久力に優れ、ホークマンなみの移動力を誇る。防御修正も全体的に高めだが、ほぼソルジャー、アマゾネスと能力成長率が同じで、特殊能力は一切無い。説得でしか仲間にならない。
ゴーゴン - 得意武器：弓
　頭髪のかわりに無数のヘビが生え、人魚ならぬヘビの下肢を持つモンスター。見た者を石に変えてしまう『邪眼』を持つ。ただし、盾を持っている者には効かず、ゴーゴンに向き合っているユニットに対してのみ効果を発揮するため、使いどころはさほど多くない。鈍歩タイプだが、アーチャーよりも攻撃力が高い。また靴系防具を装備できない。説得でしか仲間にならない。
パンプキンヘッド - 得意武器：なし 能力：スペシャル技
声 - 平野文
魔女デネブの魔法によってガラスのカボチャから作られた人工生命体。カボチャのおばけ。その姿を見た敵兵士は、パンプキンヘッドを何が何でもいたぶってみたくなるらしく、目標優先順位が高く、非常に狙われやすい。加えて防御力も高いため、おとりとして最適である。成長すると「パンプキンボム」などの広範囲に及ぶ自爆技も習得するが、毎回「リザレクション」でのフォローが必須になるので、扱いが難しい。また、デネブを仲間にした後は雇用ができなくなる。「ガラスのカボチャ」を手元に残せるのは最大10個までだが、パンプキンヘッドを雇用したり売却して数を減らせばふたたび10個まで補充できる。そのため、騎士団内をパンプキンヘッドで埋め尽くすことも一応可能。

#### 屍人・転生
スケルトン - 得意武器：なし 能力：死亡後に全快復活
アンデッドモンスターの一種ですでに死んでいるガイコツ戦士。そのためHPが0になっても、一定の時間を経過すると復活を遂げる。ただし、戦闘能力自体はソルジャーと同等以下で、消滅系神聖魔法（「イクソシズム」「マジックミサイル」「ジハド」「スターティアラ」など）が命中すると肉体を失い消滅（即死）するという特質を持っている。また、目標優先順位が高く（狙われやすく）、おとりとして活躍できる。なお、すでに生命活動が停止しているため「ヒーリング」系の回復魔法は無効になる。そのためアンデッドの回復手段は、水系魔法の「マーシーレイン」と、天使言語の「サッドソング」、その他回復系アイテムやスペシャル技のみとなっている。
基本的に説得で仲間になるが、暗黒系魔法「ネクロマンシー」で死亡したユニットを蘇生させることでも仲間にできる。その際のHPは生存時の50%となる。
ゴースト - 得意武器：なし 能力：攻撃魔法行使、死亡後に全快復活
霊魂だけの存在で実体を持たないアンデッド。そのため肉弾攻撃がほとんど利かない。スケルトン同様、HPが無くなっても一定の時間を経過すると行動可能となる。こちらは魔法攻撃を得意としており、また、移動属性が「ワープ+浮遊」という特殊なもので、おとりとしてはかなり使い勝手が良い。弱点は魔法防御の低さで、神聖系攻撃でなくても高いダメージを受ける。
なお、「ネクロマンシー」で蘇生する際、スケルトンとゴーストのどちらになるのかはランダムでは無く、死亡ユニットの力と知力の数値に依存する。（両方の数値が同じ場合はランダムで決定される）スケルトン同様狙われやすく、消滅系神聖魔法に弱いほか、回復魔法の効果についても同じことがいえる。スケルトンとゴーストは竜言語魔法「リーンカーネイト」でLV.1のソルジャーかアマゾネスに転生可能。能力値は転生前の数値を引き継ぐことが出来る。
リッチ - 得意武器：なし 能力：神聖系と竜言語魔法以外の全魔法行使
「死者の指輪」の力によって復活を遂げたことで更にハイレベルの能力を身につけた魔導士。そのため、神聖系と竜言語魔法以外の全ての属性の攻撃・補助魔法を行使できるようになった。人間ではなくなってしまうが、老いと老いや病気による死からは逃れられる。INTやMP等、魔導士系に必要とされるパラメータ全てが非常に高い。また防御修正も非常に優秀で、魔導士ユニット特有の打たれ弱さをある程度克服している。
外観は屍人だが、スケルトンやゴースト等のアンデッドとは違い不死身ではないため、HPが0になると死亡し、「ヒーリング」系の魔法によるHP回復も可能である。
パラメータ条件で転生可能なエンジェルナイトに比べ、「死者の指輪」の所持が転生の絶対条件のため、量産は難しい。ただ死者の宮殿深層部では説得が可能なリッチも存在する。
クラスチェンジ条件は、特定の能力値以上を満たした上で「死者の指輪」を装備したウィザード・エクソシスト・ウォーロック・ウィッチ・セイレーンが死亡するというものである。転生後、触媒となった死者の指輪は消滅する。（エンジェルナイトと違い、条件を満たしていれば確実に転生する）なお、固有の顔グラフィックを持つキャラクターを転生させた場合、ウォーレン・レポートの死亡者数にはカウントされないが、そのキャラクターは死亡扱いになる。
屍術師ニバスが戦闘中に転生した際は、通常の能力に加え「サモンダークネス」を使用してアンデッドを召喚してくる。
エンジェルナイト - 得意武器：槍 能力：神聖魔法行使、天使言語
戦士として修練を積んだ心清き女性ユニットのみ死後、転生することができる。エクソシストと同様に攻撃系神聖魔法を行使でき更に成長すると天使言語も扱えるようになる。
また、全てのパラメーターが優秀でバランスが良いため、早い段階での転生に成功するとかなり強いユニットへと成長する。なお、当然ながら通常の編成画面からクラスチェンジすることは不可能で、女性限定クラスである他、転生後はクラスが完全に固定される特性がある。
アラインメントLで、特定の能力値以上を満たしたアマゾネス、ヴァルキリー、ドラゴンテイマー、クレリック、プリースト、セイレーン、リッチ(♀)が死亡時にラックの数値分の確率で転生する。一方でリッチと違い、特別なアイテム等の触媒が必要ないため、条件を満たしていればプリーストなど回復の要となるキャラクターや、ストーリー上重要なキャラクターがプレイヤーの意思と無関係に転生する場合もある。前述の通り転生すると元に戻すことは不可能なため、そういった意味では非常に厄介とも言える。ブランタは「サモンダークネス」でエンジェルナイトを召喚するため、説得で仲間にすることも可能。

#### 魔獣・人形（Lサイズ）
ゴーレム
粘土で作られたモンスター。圧制に苦しむ人々が守護神として作り、崇めたのがはじまり。防御修正および防御力は高いものの、HPと素早さが低い、魔法に弱い、特殊能力は無い等、欠点ばかりが目立つユニットである。ウォーロックの周囲にいると能力が上昇する。
オクトパス
巨大なタコ。水中に進入可能な唯一の大型モンスター。足場代わりに使えるという点もメリット。地上では攻撃力・防御力が低くなってしまうが水中なら驚くほどの機動力を発揮する。ビーストテイマーの周囲にいると能力が上昇する。敵が水中にいる場合のみ使用できるスペシャル攻撃「メイルシュトロム」を持つ。陸上では活躍の場は全くと言っていいほど無いが、水場のあるマップではかなりの打たれ強さを発揮する。
グリフォン
ライオンの胴体に鷲の頭と翼を持つ魔獣。飛行移動のため地形や高さに影響されない。攻撃力はさほど高くないが、成長すると翼からウインドショットを放つことができる。ビーストテイマーの周囲にいると能力が上昇する。
コカトリス
ニワトリの胴体にヘビのウロコと尾を持つ魔獣。「石化」効果を持つペトロブレスを吐く。他のモンスターに比べてWTが短く、飛行移動もできる。ビーストテイマーの周囲にいると能力が上昇する。
サイクロプス
いわゆる一つ目のジャイアント（巨人）。モンスターの中では唯一の軽歩タイプ。知能レベルが低いため武器を装備できないが、トキシックブレスを吐くことができる。仲間になるLサイズユニットの中では唯一の軽歩タイプである。ビーストテイマーの周囲にいると能力が上昇する。

#### 竜族（Lサイズ）
レッドドラゴン
火のエレメントを備えたドラゴン。「アイテム劣化」効果を持つファイアーブレスを吐く。HPとSTRの上昇率はトップクラス。ドラゴン系の基本クラス。都市で雇用する際に、エレメントで「火」を選ぶとこのクラスになる。
ブルードラゴン
水のエレメントを備えたドラゴン。「眠り」効果を持つコールドブレスを吐く。HPとSTRの上昇率はトップクラス。ドラゴン系の基本クラス。都市で雇用する際に、エレメントで「水」を選ぶとこのクラスになる。
サンダードラゴン
風のエレメントを備えたドラゴン。「マヒ」効果を持つサンダーブレス吐く。HPとSTRの上昇率はトップクラス。ドラゴン系の基本クラス。都市で雇用する際に、エレメントで「風」を選ぶとこのクラスになる。
アースドラゴン
大地のエレメントを備えたドラゴン。「毒」効果を持つポイズンブレスを吐く。HPとSTRの上昇率はトップクラス。ドラゴン系の基本クラス。都市で雇用する際に、エレメントで「地」を選ぶとこのクラスになる。
ホワイトドラゴン
白銀のうろこを持つドラゴン。ブレスはエレメントに準じて異なっている。VITの上昇率が上がり、更に耐久力もアップ。より肉弾攻撃に耐えられるようになった。クラスチェンジできるアラインメントはNとL。都市で雇用することもできる。
ブラックドラゴン
漆黒のうろこを持つドラゴン。「チャーム」効果を持つトキシックブレスを吐く。VITとDEXの上昇率がアップしたことで戦闘能力が全体的に底上げされた。クラスチェンジできるアラインメントはNとC、殺害人数30人以上。都市で雇用することもできるが、殺害人数は0人なため、ティアマットを作る場合は注意しなければならない。
バハムート
伝説の神竜ディバインドラゴンの末裔といわれ、白銀に輝くボディはわずかに発光している。HPの上昇率と耐久力はドラゴンの中では最高。ドラゴン系最終形態の1つ。使用するブレスはエレメントに準ずる。クラスチェンジできるアラインメントはL。
ティアマット 能力：恐怖効果
破壊神リュングヴィの末裔といわれ、魔界の血を受け継いだ暗黒竜。恐怖をまき散らし、周囲3パネル以内の敵の戦闘能力を下げるという特殊能力を持つ。ドラゴン系最終形態の1つでHP、防御修正に優れている。エレメントに依存せず誘惑効果のある「トキシックブレス」を吐く。クラスチェンジできるアラインメントはC、殺害人数40人以上。殺害人数の制約があるため量産は難しいが、4章以降は説得できる機会も比較的多い。
ヒドラ
3つの首を持つ多頭竜。エレメントに関係なく、4種全てのエレメントに対応したブレスを使う。飼い慣らそうなどとは考えないほうがいいほど凶暴であるとヘルプに書かれているが説得可能であり、またLサイズユニット共通の特徴として一度仲間にしてしまえば離反することはない。説得以外では仲間にならない。
※背中に翼が生えているドラゴンも多いが、いずれも飛行移動は不可能である。以上の全てのドラゴンは、ドラゴンテイマーの周囲にいると能力が上昇する。

#### 専用クラス
ロード - 得意武器：剣 能力：神聖魔法行使、ダブルアタック、3段昇4段降、指弾、水上移動
デニム専用クラス。ヴァレリア王国の後継者としてフィラーハ教団が認めた者のみに与えられる称号。その能力はパラディンをしのぎ、全体的に高い能力に加えて、クレリック同様の神聖魔法、ダブルアタック、ニンジャと同じ移動力を持つ非常にバランスの良いユニット。終盤（バーニシア攻略後からハイム攻略前）にカチュアが死亡した状態で、フィダック城に行くことが転職の条件である。
また、第4章に入ってからのデニムの成長値はクラスに関係なくロードと同じになる。そのため、デニムを魔導士系で攻略する場合、関連ステータスの伸びが悪くなってしまう。
プリンセス - 得意武器：なし 能力：全魔法行使
カチュア専用クラス。故ドルガルア王の実子にして、ヴァレリア王国の正統の後継者のみに与えられる称号。非常に高い魔法能力を秘め、竜言語魔法を含む全ての魔法を行使できる。また、攻撃力、防御力も低くはなく、前線で戦うことも不可能ではない。バーニシア城でカチュアの説得に成功すれば正式に仲間となる。その後、除名はできず忠誠度が低くても離反しないため、死亡以外でパーティを抜けることはない。
ウォリアー - 得意武器：剣 能力：攻撃魔法行使、ダブルアタック
Lルートでのみ仲間になるヴァイス専用クラス。様々な剣術や体術を実戦で体得した流浪の戦士。ロードに迫る高い能力に加えて、ダブルアタックと一部の攻撃魔法を行使できる優秀なユニット。
バルタン - 得意武器：槌 能力：スペシャル技
カノープス専用クラス。天界を支配したと言われる古代有翼人の末裔。炎のように紅い髪の色がホークマンと違う。『風使い』の異名通り、成長するとウインドショットなどの技を使えるようになる。ホークマン同様背中に翼を持つため、地形の影響を受けず移動できる。ホークマンと比べ、攻撃力、防御力が高い。最初に仲間になるユニットだが、その優秀さから最後まで活躍することができる。得意武器は槌だが、弓を持たせ高台から攻撃することで真価を発揮する。
ホワイトナイト - 得意武器：剣
ミルディン、ギルダス専用クラス。ゼノビア王国聖騎士団の中で、パラディンに次ぐ実力者に与えられる称号。ナイトと比べ、各パラメータの上昇率が高い優秀なユニット。同じホワイトナイトでも、ミルディンはスピードタイプ、ギルダスはパワータイプと成長値が若干異なる。
シャーマン - 得意武器：なし 能力：プレイ系スペシャル
フォリナー四姉妹専用クラス。神々に仕える巫女。フィラーハ教の大神官家より1名ずつ選出され、その任に就く。攻撃魔法に加えて、仕える神に祈りを捧げて加護を得る能力を持つ。また、禁呪の封印を解くために必要である。一度シャーマンになると一般クラスに戻ることはできず、エンジェルナイトへの転生も行われない。
うぃっち - 得意武器：なし 能力：神聖系と竜言語魔法以外の全魔法行使
デネブ専用クラス。成長率や防御修正等はウィッチと同じだが、リッチ同様に神聖系と竜言語魔法以外の全ての属性の攻撃・補助魔法を行使できる。デネブ本人は、ウィッチと同格に見られることを快く思っていないらしく、彼女の方がより美人でグラマーで…（中略）…であるらしい（本人談）。読むときには少し尻上がりに発音するのがコツだという。「美人でグラマーで」と言っているためか、通常のウィッチより1ピクセルだけ足が長くなっている他、レベルアップ時等にウィンクする等、ウィッチとはグラフィックやモーションが微妙に違う。

##### 専用クラス（ゲスト）
以下は自分で操作できないユニット。ストーリー上の一定期間だけ仲間に加わる。トレーニングやランダムバトルには参加させられない。
パラディン - 得意武器：剣 能力：神聖魔法行使
ランスロット専用クラス。パラディンは騎士道を極めた者のみが得られる称号を意味し、一般に聖騎士と呼ばれる。ナイトと比べ、各パラメータの上昇率は高く、回復魔法も使うことができる。
ロードマンサー - 得意武器：なし 能力：神聖系と竜言語魔法以外の全魔法行使
ウォーレン専用クラス。星の動きから未来を見通す力を持った占い師。占い師と呼ぶより予言者が相応しい。魔法使いとしての能力も高く、神聖系と竜言語魔法以外の全ての属性の攻撃・補助魔法を行使できる。
ハイプリースト - 得意武器：なし 能力：神聖魔法行使
カチュア専用クラス。聖なる神フィラーハとイシュタルの加護により回復魔法と攻撃魔法の両方を行使する僧侶。プリースト同様の神聖魔法を行使できる。パラメータの上昇率はプリンセスと同じ。回復はデニムを優先する傾向がある。
なお、1章で戦闘に参加するヴァイスのクラスはソルジャーとなっているが、成長値が全体的に高めに設定されており、専用クラスに近いものがある。

### 敵専用クラス
以下はプレイ中には仲間にできないクラスである。魔法を使用できるキャラクターは、行使できる魔法の種類に制限がない。

#### 暗黒騎士団ロスローリアン
テンプルナイト - 得意武器：剣 全魔法行使
ロスローリアンの一般的な兵士だが精鋭揃いであるとされる（実は能力的にはソルジャーと大差ない）。見た目は同じだが使用する武器や魔法はそれぞれ違い、どんな局面でも汎用的に使われる。
テンプルコマンド
ローディス教国の騎士団における部隊長にあたるクラス。千人ものテンプルナイトを統べる立場にあるが、ロスローリアンは元来精鋭の選りすぐりであるため実際に使役するのは30人程度であるとされる。ロスローリアンのテンプルコマンドは7人おり、それぞれ得意武器および必殺技、能力が異なる。
- マルティム・ノウマス - 得意武器：剣（ニフリートソード） 必殺技：フローヴェノム
- バルバス・ダド・グース- 得意武器：槌（サンシオン） 必殺技：デスアベンジャー
- オズ・モー・グラシャス - 得意武器：斧（グラムロック） 必殺技：ブラックプリズン
- オズマ・モー・グラシャス - 得意武器：鞭（ラプチャーローズ） 必殺技：デーモンローズ
- アンドラス・ガフラヌ - 得意武器：爪（トゥルエノ） 必殺技：サンダーブレイド

以下のバールゼフォン、ヴォラックの2名については開発段階で容量の都合により敵キャラとしてプレイヤーと戦う場面がカットされた。
- バールゼフォン・V・ラームズ - 得意武器：槍（イグニス） 必殺技：フレイミングデス
- ヴォラック・ウィンザルフ - 得意武器：剣（オラシオン） 必殺技：ライアットバーン

これらのデータは没データとしてROMの中に残っている。使用武器は別の場所で入手できる。
デステンプラー - 得意武器：剣（アンビシオン） 必殺技：アポカリプス
ランスロット・タルタロス専用クラス。ローディス教国の各騎士団を統率する団長。ローディス教国には16人存在し、デステンプラー1人の戦闘力は一般騎士100人に匹敵すると言われている。
彼を撃破することはできない（HPをゼロにしても撤退する）ため、彼の武器「アンビシオン」は絶対に入手できない幻の武器となっている。
ヘルプにもあるとおり、並みのユニットでは太刀打ちできない強さを持ち、最大HPを減少させる必殺技も持つためプレイヤーの壁となる存在。

#### 専用特殊クラス
サモナー - 得意武器：なし
毒牙のラミドス・木賊のミュンツァー専用クラス。
精霊や神霊、魔人、悪魔、悪霊などさまざまな使い魔を呼び出し、意のままに操る召喚師。そうした効果を持つ呪文書も存在するが、自らの精神力のみで召喚するところが他と違う。「サモンダークネス」によってグレムリン、ゴースト、スケルトンを召喚してくる。
ヴェネフィック - 得意武器：なし
毒使いファルファデ専用クラス。
毒使いの意。あらゆる毒薬、毒の魔法に精通したその道のエキスパート。暗殺者でもある。もとは薬学の専門家だったが、その知識を医学に役立てることなく毒の製造のみに転用している。毒の追加効果を持つ「ポイズンハザード」を使う。
シーアルジスト - 得意武器：なし
白魔導師ヴェパール専用クラス。
白魔術士の意。あらゆるシーアルジー（神聖系の魔法やスペシャル攻撃）を学んだ専門家。神の加護によって神聖魔法を使う僧侶達と違い、身近にいる雑多な精霊の力を借りる。ダメージの他にアンデッド消滅効果も持つ「ジハド」を使う。
また、「スターティアラ」という強力な魔法も所持しているが、MPの消費が膨大なこともあって使うことはほぼない。
デスナイト - 得意武器：剣
ギルダス、レオナール、ザエボス専用クラス。
ニバスによって不老不死を実現するための実験体として死体を改造し創られた。ニバスによればすでに体細胞が崩壊を始めており、成功とは言えないらしい。見た目はゾンビだが、イクソシズム等は効かず、倒しても復活することは無い。能力は生前のものに依存している。
リーダーではないため倒さずにクリアすることも可能だが、どちらにせよ彼らが助かることはない。
デーモン - 得意武器：なし
ベルゼビュート専用クラス。
外見はセイレーンと同じだが、魔界の住人である。闇の禁呪「デッドスクリーム」の持ち主。セイレーンと違い軽歩。
ソーサラー - 得意武器：なし
怒りのモディリアーニ・秘色のブルタコス専用クラス。
悪魔を崇拝し、その加護を得る暗黒魔法の使い手と違い、崇拝や契約なしで力を行使できる魔法使い。あらゆる呪文書に精通しており、並みのウィザードとは比べものにならない魔力を持っている。
ヘルプメッセージには「並みのウィザードとは比べものにならない魔力を持っている」とあるが、ゲーム上での魔法攻撃力にウィザードと大差は無い。
ビショップ - 得意武器：なし
司祭ブランタ専用クラス。
フィラーハ教で教会を支配する最高位の僧侶。本来ビショップとは「司教」の意味だが、ブランタは司祭（司教の2つ下の位）にもかかわらずビショップとして君臨している。
なぜか「サモンダークネス」でエンジェルナイトを召喚できる。召喚されるエンジェルナイトはいくつかのタイプがあり、光のオーブを持っているタイプはすぐさま使用してくるので非常に厄介である。
ダークプリースト - 得意武器：なし
カチュア専用クラス。
ロスローリアンに身を置いている時のカチュアであり、黒いローブを身にまとっている。能力的にはハイプリーストと変わらないが、この漆黒の姿からそう呼ばれている。
デニムの選択次第では戦闘に参加しない場合もある。
ネクロマンサー - 得意武器：なし
屍術師ニバス専用クラス。
ネクロマンシー（降霊術を使って未来を占うこと）を行う魔法使い。その知識は、賢者に匹敵する。実際は占いよりも、死人に命を吹き込んだり、死体から新たな生命を創ると言った屍術を中心としている。
戦闘中にも当然のようにアンデッドを召喚してくる。なお、作中「賢者」という単語はまれに見られるが、この語についての詳細は明らかではない。
ダークエレメント - 得意武器：剣　能力：恐怖効果
覇王ドルガルア専用クラス。本作品のラストボス。
魔界へ旅立ったドルガルアが肉体を失って思念体と化した姿で、神にも匹敵する凄まじい力を持つ。サモンダークネスでダークストーカー、ダークウイング、ダークアイ、ダークドラゴンを召喚し、「トニトルス」「ラディウス」などオーブと同じ効果を持つ技を使用する。恐怖効果を持ち、さらに恐怖効果付きの防具で身を固めているため、アラインメントC以外のユニットが下手に近づけば能力が激減する。また、ステータス画面には表示されないが、攻撃してきた敵のエレメントに自身のエレメントを変更する「コッレクティオ」という技も使う。オーブ効果の技は強力な上に未然に防ぐことができないため、プレイヤーは回避してくれることを祈るのみ。

#### 死者の宮殿（闇の住人・その他）
以下、物語後半で探索可能となる死者の宮殿（アスモデの神殿）などに出現し、かつ説得不可能なクラスである。なお、宮殿内の「ガラスのカボチャ」等を始めとした様々な武器や財宝、竜言語魔法なども彼らが所持している。
ゾンビ（アンデッド）- 得意武器：-
お宝目的で死者の宮殿内に忍び込み、途中で力尽きた悪党や賊の成れの果て。アンデッドでありながらスケルトン等と違い、生前のクラスの能力を継承している。
ソルジャー、ナイト、バーサーカー、ウィザード、アマゾネス、アーチャーの五種類が登場する。なお、生前のそれと違い、ウィザードは軽歩移動の上全魔法行使、アマゾネスは水地形に浸入不可になっている。
ダークストーカー - 得意武器：爪
死者の宮殿に巣くい、暗闇の中に生きる闇の住人。吸血鬼や人狼はこれの仲間と思われる。その素性を探ろうとした者は数知れないが、生還者は皆無であるという。
ニンジャを一回り強化したようなクラスで、ダブルアタックと魔法を使いこなす上、恐ろしいまでにウェイトが低い。だがその分MPが溜まりにくいため、いきなり強力な魔法を使われることが無いのが救いである。またニンジャ同様、回避率は高いものの打たれ弱い。
データ上は水上も移動できるが、彼らと遭遇する場所に水地形は存在しない。
また、7歩移動できるものの、実はニンジャと異なり「3段の高さを昇り4段の高さを下る」移動ができない(他クラスの普通の軽歩と同じ)。
レイヴン - 得意武器：斧
漆黒の翼を持つ堕落した有翼人。ホークマンとは違い魔法を行使可能。性格は極めて惨忍凶暴、血を見るまで戦いをやめない。
ホークマン同様、地形に影響を受けず移動する。比較的打たれ弱い点も変わっていないが魔法を使う個体もいるので若干注意が必要。
ゲイビアル- 得意武器：槌
リザードマンの亜種であるワニ男。ヘルプには「パワー、スピードともにリザードマンをはるかに凌ぐ」と書かれているが、防御修正が僅かに高く魔法を行使可能ということ以外、リザードマンと能力的な差は特にない。
竜族に属するため、竜殺系の効果が大きい。
レリクスナイト - 得意武器：斧
異世界より現れた、もしくは召喚された狂戦士。殺戮と狩りを好む極めて危険な存在で人間の言葉は通じない。
テラーナイトが更にパワーアップしたようなクラスで、魔法も行使する（魔法を行使するときはなぜか人間の言葉を使う）。また、ダブルアタックも使用可能。
ちなみに、テラーナイトと異なり周囲3パネル内にいる敵ユニットの戦闘力を下げる能力は持っていない。
アイアンゴーレム
文字どおり鋼鉄から造られたゴーレム。防御修正はゴーレムを上回る。
ゴーレム同様鈍歩だが、射程7の「地竜精」というスペシャル攻撃がそれを補っている。
元の体が鉄だからか、石化させると、属性が『物理』の物理攻撃に対する防御力が低下する（実体がはっきりしないリッチ、ゴーストも同様の性質を持つ）。
オピニンクス
オウガバトルの際、神の乗り物として創造された聖獣が、死者の宮殿の毒気にあてられて凶暴化したもの。
「ファイアーブレス」を使う。
ヒポグリフ
グリフォンと馬が交わって誕生すると言われる魔獣。
Lサイズユニットではウェイトが低く、射程7の「トルネード」や、「ウィンドショット」を使う。
ダークウィング
死者の宮殿に巣くい、暗闇の中に生きる闇の凶鳥。
ヴァレリアで古来から恐れられている暗黒鳥としても知られる。「ペトロブレス」を使う。
フェニックス
その血を飲んだ物は不死が約束されるといわれる伝説の不死鳥。
しかし、死者の宮殿内に入ったことで毒気にあてられて凶暴化し、その神通力は失われてしまっている。
使用する「クリムゾンノート」は破壊力が高く射程も7と危険。
ルシファークロウ
暗黒神ダグザの血から生まれ出でたとされる伝説の怪鳥。体内を流れる血は氷よりも冷たいという。
ウェイトが低く俊敏に動く。「コールドブレス」を使う。
ルフ
オウガバトルの際、オウガ（魔人）の乗り物として使用された超大型の魔鳥。「ポイズンブレス」を吐く。
クラーケン
魔導士などが持ち込んだ魔導生物が宮殿内で大型・凶暴化したものと思われる。
強力な特技「ポイズンハザード」を使い、陸上でも高い防御力を誇る。
オウガシリーズの別作品ではオクトパスの上位種としてプレイヤーが使用可能な場合もあるが、本作では敵として登場するのみ。
ダークアイ
暗闇の中に生きる闇の巨人。正確には巨人族ではなく、精霊の一種であるらしい。
石化効果のある「邪眼」を使うため、盾は必須である。
フィボルグ
神々から追放された凶悪な巨人族の末裔。元は寒冷地に生息していたらしい。
水系のスペシャル攻撃「ブルースパイラル」と、「コールドブレス」を使う。
デスジャイアント（アンデッド）
死者の宮殿内で力尽きたサイクロプスが、ネクロマンシーの秘術によって、アンデッドと化したもの。
若干弱体化しているが、WTは生前よりも短い。「トキシックブレス」を吐く。
バジリスク
本来、砂漠などに生息する蛇に似たモンスター。本作ではドラゴンの一種として扱われている。
石化効果のある「邪眼」や「ポイズンブレス」を使う。
サラマンダー
宮殿内で実体化した炎の精霊サラマンダーが、正気を失い凶暴化したもの。
召喚魔法「サラマンダー」の同種と思われる。「ファイアーブレス」を使う。
ダークドラゴン - 能力：恐怖効果
死者の宮殿に巣くい、暗闇の中に生きる闇のドラゴン。
闇に耐性をもち光に弱い性質を持つ。「トキシックブレス」を吐く。
ガーゴイル
死者の宮殿の番人として設置された邪神の像が、魔導士によって命を吹き込まれたもの。石像なだけあって耐久力に優れるが動きは鈍い。
ゴーレム同様、擬似生命体として活動する。「トキシックブレス」を吐く。
デスバハムート
バハムート同様ディバインドラゴンの血を継承しながら、暗黒道へと堕落したドラゴン。「コールドブレス」を吐く。
ファイアドレイク
レッドドラゴン系の最上位種。
ドラゴンの中でも屈指の力を持ち、その実力はトップクラス。「ファイアーブレス」を吐く。
フレアブラス
オレンジ色に光り輝く鱗を持つ灼熱のドラゴン。
ドラゴンの中で最強を誇り、フェニックスと同じく厄介な「クリムゾンノート」を使う。
ドラゴンゾンビ（アンデッド） - 能力：恐怖効果
死者の宮殿内で力尽きたティアマットが、ネクロマンシーの秘術によって、アンデッド化したもの。
若干弱体化しているが、WTは生前よりも短い。「トキシックブレス」を吐く。
スキュラ
本来は海に登場する竜族で、本作では死者の宮殿内に生息するヒドラの亜種。
エレメントに関係なく「ポイズンブレス」「ペトロブレス」「トキシックブレス」の三種のブレスを吐く。
デスヒドラ（アンデッド） - 能力：恐怖効果
死者の宮殿内で力尽きたヒドラが、ネクロマンシーの秘術によって、アンデッド化した物。
「ポイズンブレス」「ペトロブレス」「トキシックブレス」の三種のブレスを吐く。性質的にはどちらかと言えばヒドラよりもスキュラに近い印象がある。
ガーディアン
四風神器が実体化し、聖獣化したモンスター。死者の宮殿内で最も警戒すべき最強のユニットで、その非常に強力なパワーは危険極まりない。必ず「青月」、「円舞」、「金武」、「烈空」の固定名称の4体で登場し、風属性の各スペシャル攻撃などを使ってくる。ステータス異常を無効化するため、ペトロクラウドも通用せず、確実で安全な対処法は存在しない。なお、SFC版と比較してPS版ではオーブを乱発しない等、若干弱体化したようである。恐ろしく強いためオーブを使用されるだけで魔法ユニットは一撃で全滅することも珍しくない。また、壁ユニットも甚大な被害を受ける。